# Hermann Baumann (Lithograf)
Wilhelm Hermann Baumann (* 23. Juli 1834 in Tübingen; † 11. April 1908 ebenda) war ein württembergischer Maler und Lithograf in Tübingen. Er war ein Sohn von Carl Baumann und ein jüngerer Bruder von Carl Immanuel Baumann.

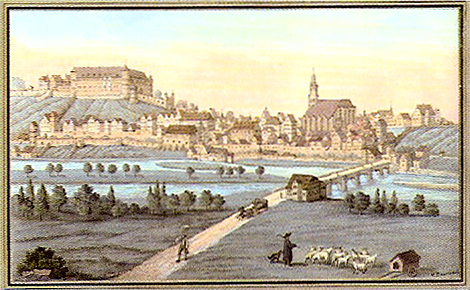
Tübingen im 16. Jahrhundert (kolorierte Federzeichnung, 1860)

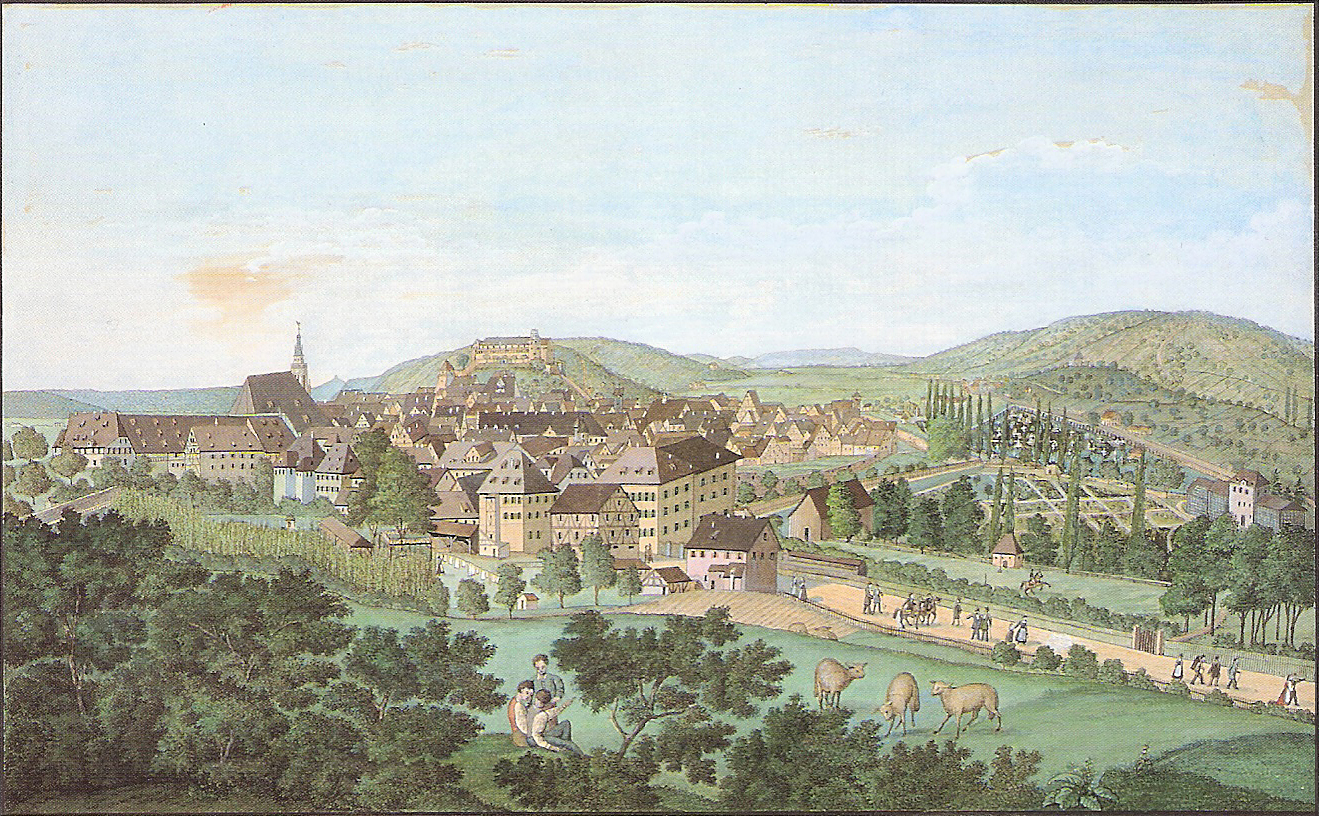
Tübingen vom nördlichen Österberg 1828 (Gouache, um 1860)

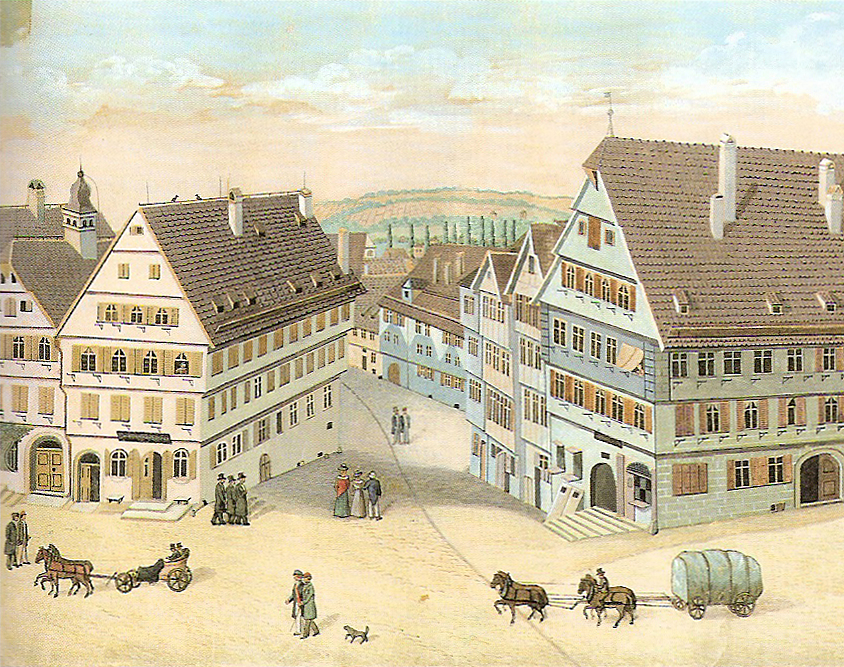
Die Hirschgasse (Gouache, um 1890)

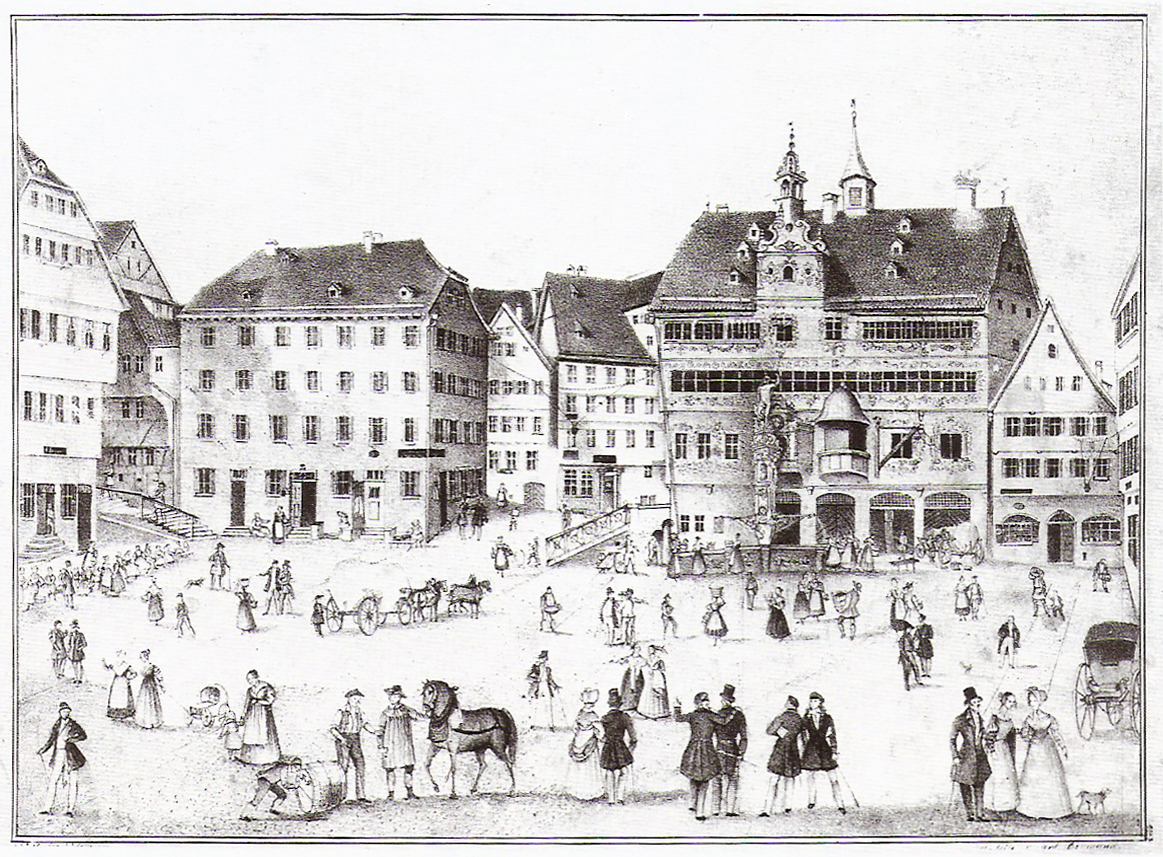
Marktplatz (Gouache, 1897)

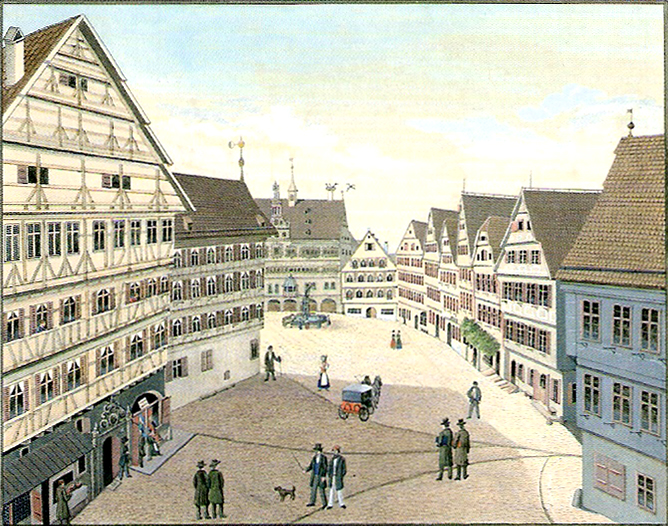
Marktplatz mit Kirchgasse (Gouache, 1897)

## Leben
Hermann Baumann war ein Sohn des Zeichners, Lithographen und Fotografen Carl Baumann und seiner Frau Catharina Carolina geb. Seiter. Über sein Leben ist kaum etwas bekannt. Sein Vater unterrichtete ihn im Zeichnen und Lithographieren. Hermann erwies sich als nicht so begabt wie sein Vater und sein älterer Bruder. Trotzdem übernahm gerade er die lithographische Werkstatt seines Vaters. Das dürfte etwa 1855 gewesen sein, als dieser versuchte, sich neu zu orientieren und sich als Fotograf zu etablieren. Allerdings blieb der Vater bis zu seinem Tod (1878) formeller Eigentümer der Werkstatt. Sie befand sich ursprünglich in der Haaggasse und wurde nach 1870 in die Kornhausstraße 5, nach dem Tod des Vaters in die Belthlestraße 10 (erster Stock) und schließlich, nach dem Tod der Mutter (1896), in die Mauerstraße 19A (zweiter Stock) verlegt.
Im Wesentlichen beschränkte sich Hermann Baumann in seinem Schaffen auf die Lithographien. Er betrieb aber auch Gouache-Malerei. Als Vorlagen verwendete er mit Vorliebe Tübingens Veduten aus älteren Zeiten. Nach den Vorlagen von G. Hezel und von seinem Vater stellte er Tübingen dar, wie es am Anfang des 19. Jahrhunderts aussah. Manchmal griff er nach viel älteren Vorlagen, wie die von Matthäus Merian, um Tübingen im 16. Jahrhundert zu zeigen. Sein Anliegen war es, die Reize des (bereits damals) alten Tübingens darzustellen. Die bunten Gouachen wirkten und wirken auf den Betrachter immer noch sehr anziehend, Baumann stellte darauf Tübingen auf eine idyllische Art und Weise dar. Gerade um diese Idylle ging es ihm und nicht etwa um die Echtheit seiner Ansichten. Sie zeichnen sich durch eine verflachte Perspektive aus, die der Betrachter als etwas unbeholfen aber niedlich empfindet. Die dargestellten Menschen wirken wie hineingeklebt, sie haben keine echte Beziehung zu ihrer Umgebung, ihre Aufgabe beschränkt sich darauf, die abgebildete Fläche zu füllen und die Ansichten auf diese Weise zu beleben.
Hermann Baumann blieb unverheiratet. Am Ende seines Lebens wurde er arm – das letzte Mal als Lithograph wurde er im Adressbuch 1904 genannt – und die letzten Jahre (spätestens ab Ende 1905) verbrachte er im „Gutleuthaus“ in Tübingen.

## Bekannte Arbeiten
- 1860 Tübingen vom Süden aus im 17. Jahrhundert (Kopie nach M. Merian, kolorierte Federzeichnung, Stadtmuseum Tübingen, Inv. 1615)
- um 1860 Tübingen vom nördlichen Österberg 1828 (Gouache, Stadtmuseum Tübingen, Inv. 250)
- um 1890 Die Hirschgasse (Kopie nach G. Hezel, Gouache, Stadtmuseum Tübingen, Inv. 218)
- 1897 Marktplatz von 1825 (Kopie nach G. Hezel, Gouache, Stadtmuseum Tübingen, Inv. 216)
- 1897 Marktplatz mit Kirchgasse von 1825 (Kopie nach G. Hezel, Gouache, Stadtmuseum Tübingen, Inv. 217)